# Heliophanus
Heliophanus C. L. Koch, 1833 è un genere di ragni appartenente alla famiglia Salticidae.

## Distribuzione
Le 153 specie oggi note di questo genere sono diffuse pressoché in tutta l'Africa, l'Eurasia e parte dell'Oceania.
In Italia sono state reperite 15 specie di questo genere.

## Tassonomia

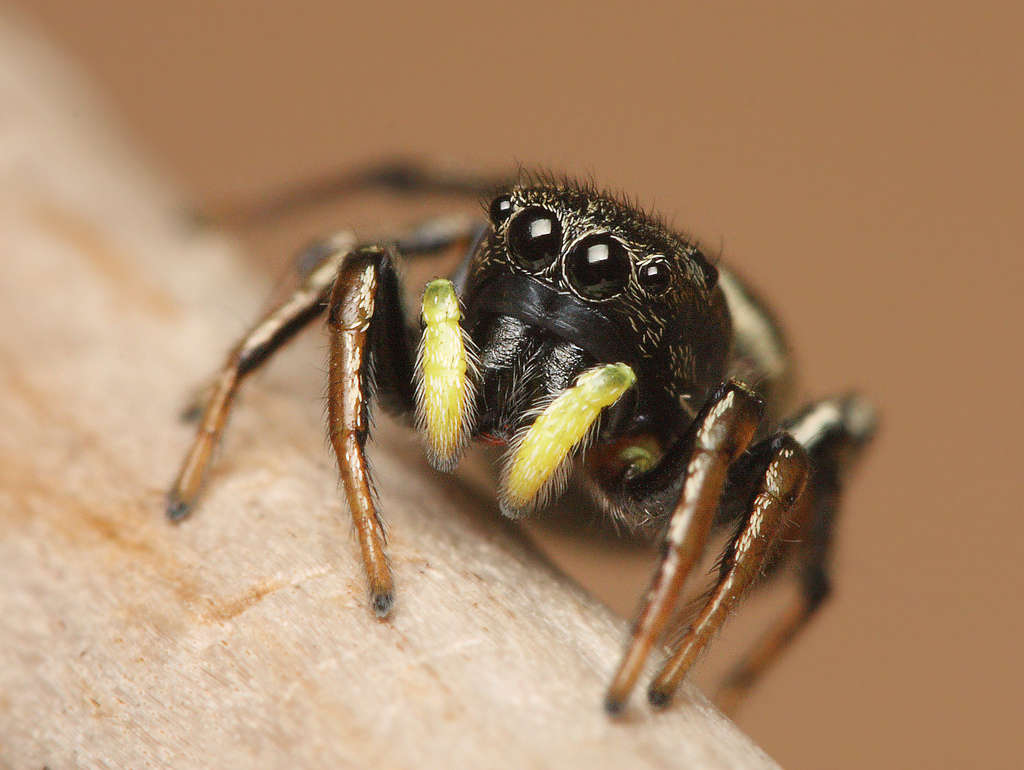
Heliophanus sp.

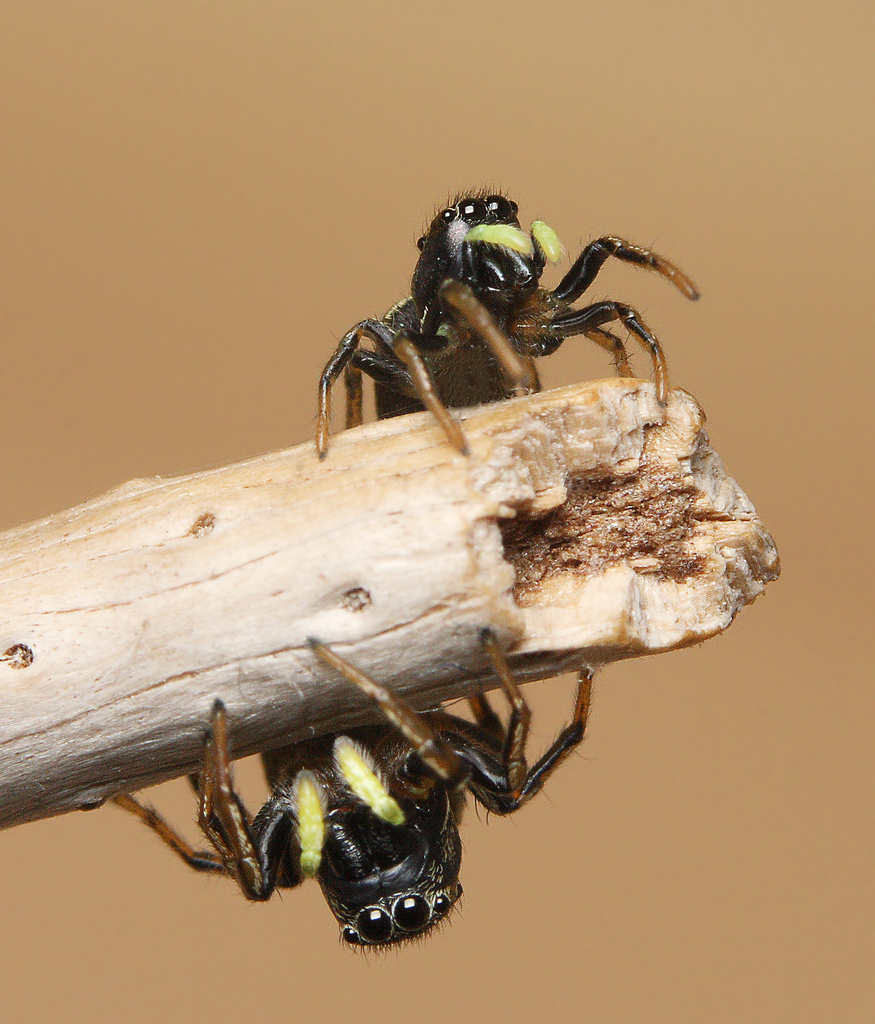
Heliophanus sp.

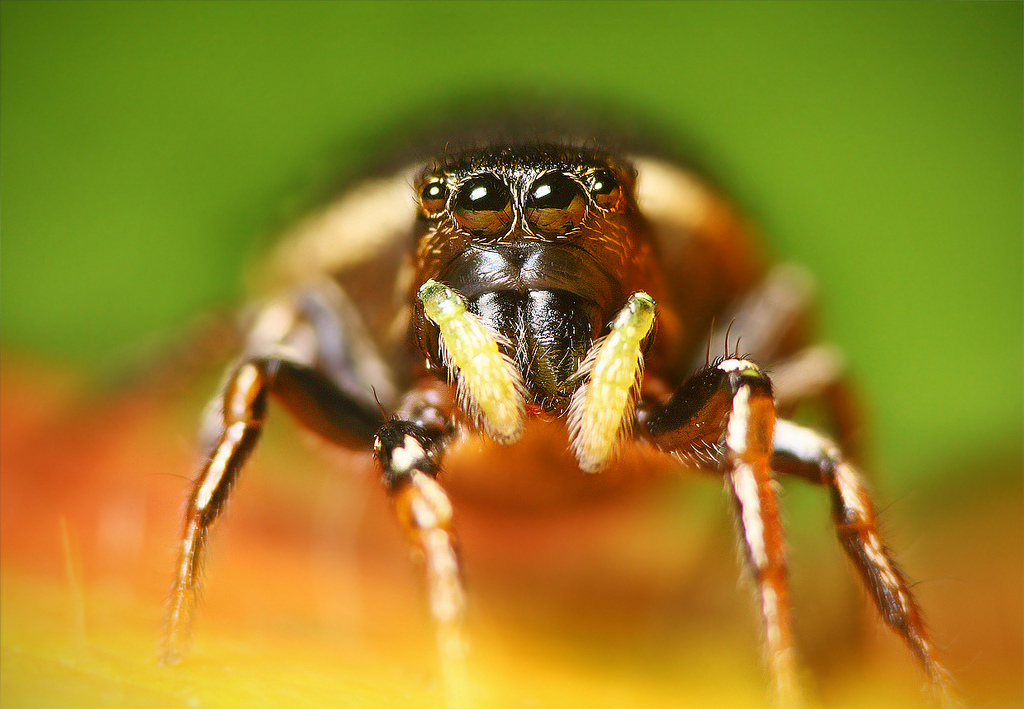
Heliophanus sp.

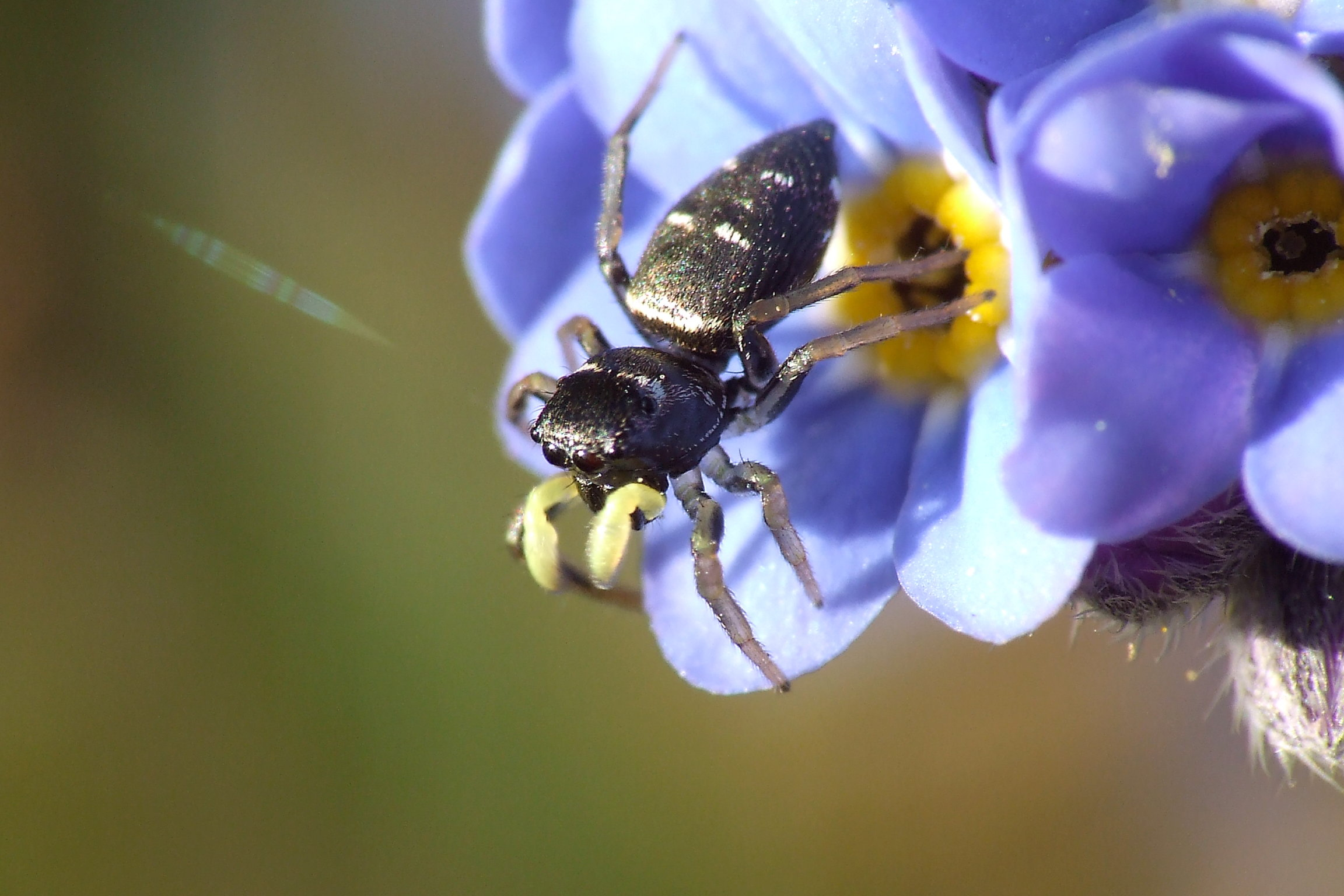
Heliophanus cupreus, femmina

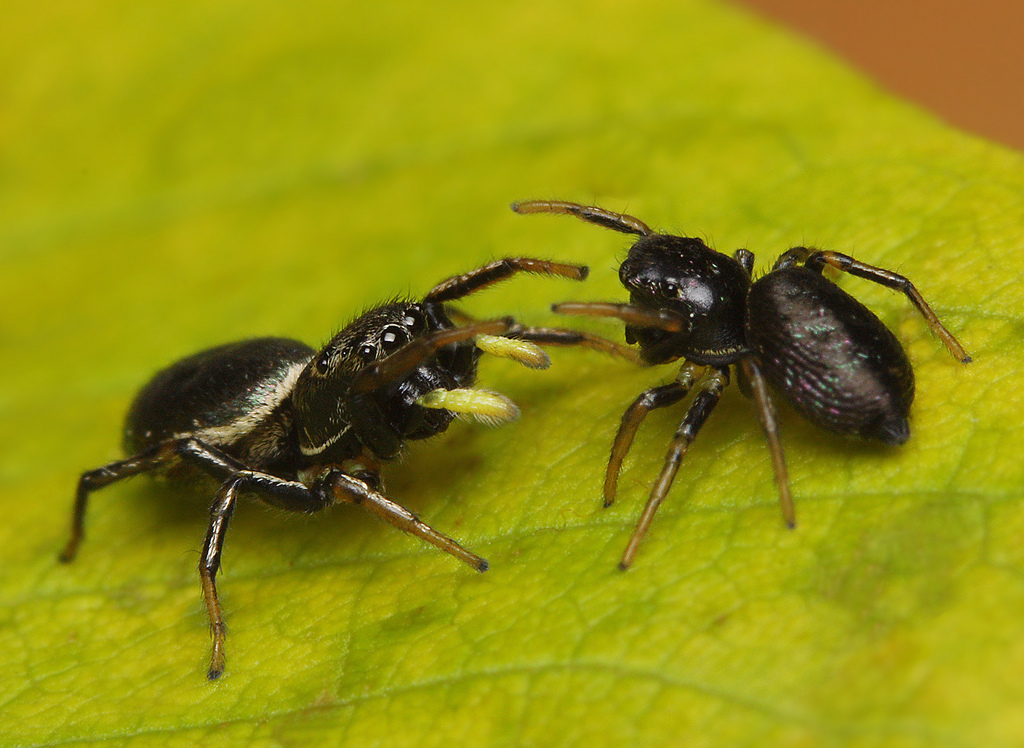
Heliophanus sp.

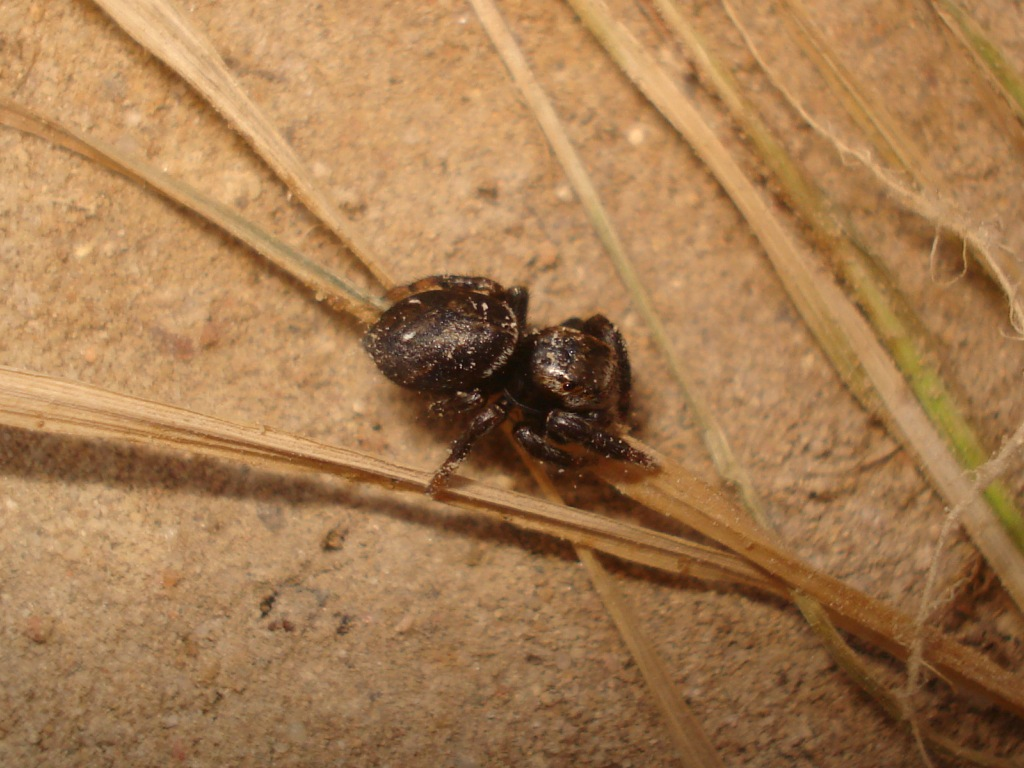
Heliophanus aeneus

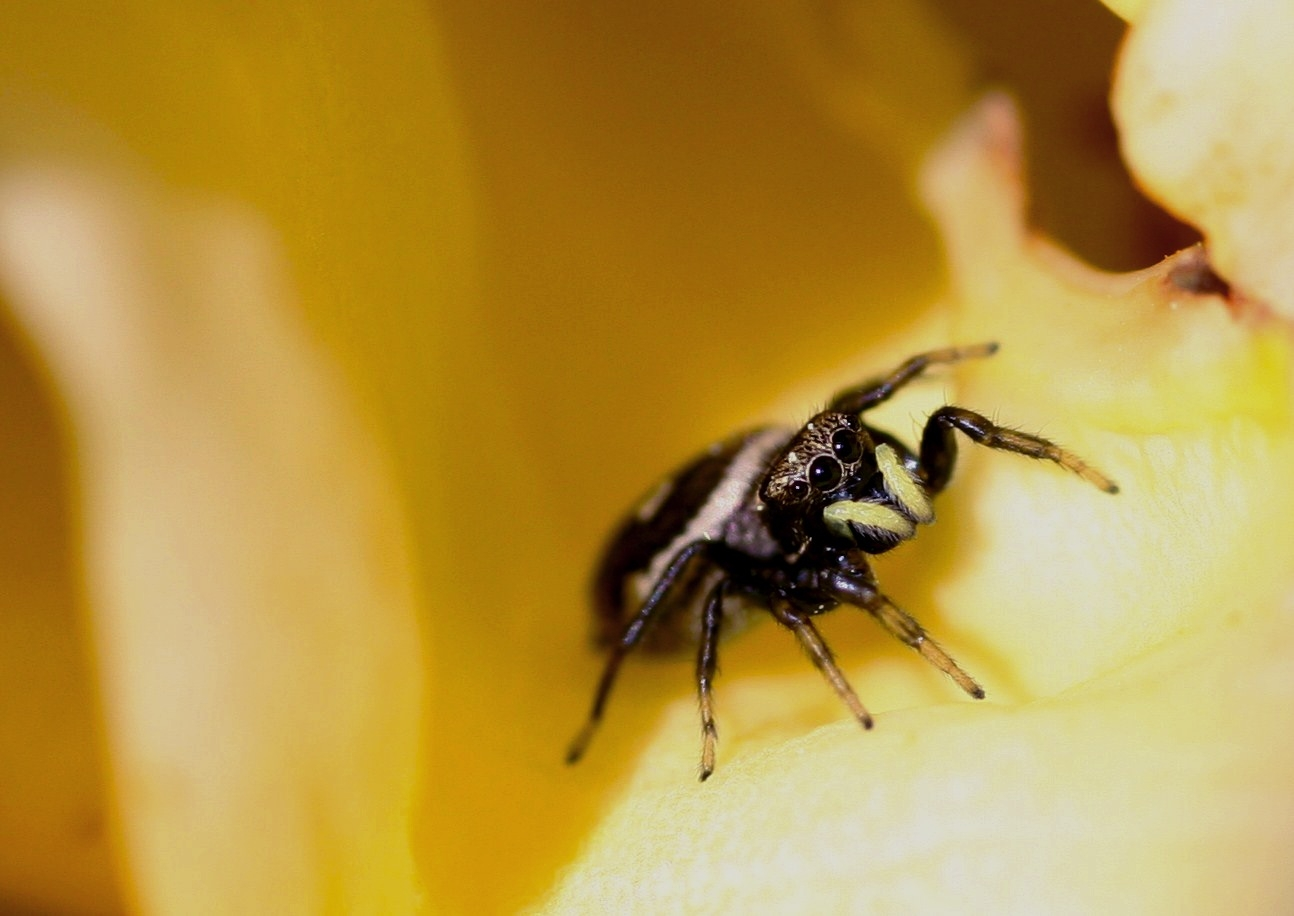
Heliophanus sp.

Considerato un sinonimo anteriore di Trapezocephalus Berland & Millot, 1941 a seguito di uno studio dell'aracnologa Wesolowska del 1986.
La specie tipo è l'unica specie originariamente inclusa nel genere da C. L. Koch nel 1833 e denominata Heliophanus cupreus (Walckenaer, 1802).
A dicembre 2010, si compone di 153 specie e quattro sottospecie:
1. Heliophanus abditus Wesolowska, 1986 — Siria, Yemen
2. Heliophanus aberdarensis Wesolowska, 1986 — Kenya
3. Heliophanus activus (Blackwall, 1877) — Isole Seychelles
4. Heliophanus acutissimus Wesolowska, 1986 — Algeria
5. Heliophanus aeneus (Hahn, 1832) — Regione paleartica (presente in Italia)
6. Heliophanus aethiopicus Wesolowska, 2003 — Etiopia
7. Heliophanus africanus Wesolowska, 1986 — Sudafrica
8. Heliophanus agricola Wesolowska, 1986 — Algeria, Spagna
9. Heliophanus agricoloides Wunderlich, 1987 — Isole Canarie
10. Heliophanus alienus Wesolowska, 1986 — Camerun
11. Heliophanus anymphos Wesolowska, 2003 — Kenya
12. Heliophanus apiatus Simon, 1868 — dalla Spagna all'Italia
13. Heliophanus auratus C. L. Koch, 1835 — Regione paleartica (presente in Italia)
  - Heliophanus auratus mediocinctus Kulczyński, 1898 — Austria
14. Heliophanus aviculus Berland & Millot, 1941 — Africa centrale e occidentale
15. Heliophanus baicalensis Kulczynski, 1895 — Russia, Mongolia, Cina
16. Heliophanus bellus Wesolowska, 1986 — Sudafrica
17. Heliophanus berlandi Lawrence, 1937 — Sudafrica
18. Heliophanus bisulcus Wesolowska, 1986 — Sudafrica
19. Heliophanus bolensis Wesolowska, 2003 — Etiopia
20. Heliophanus brevis Wesolowska, 2003 — Etiopia
21. Heliophanus butemboensis Wesolowska, 1986 — Congo, Ruanda
22. Heliophanus camtschadalicus Kulczynski, 1885 — Svezia, Russia
23. Heliophanus canariensis Wesolowska, 1986 — Isole Canarie
24. Heliophanus capensis Wesolowska, 1986 — Sudafrica
25. Heliophanus capicola Simon, 1901 — Sudafrica
26. Heliophanus cassinicola Simon, 1910 — Africa occidentale, centrale e orientale, Yemen
27. Heliophanus charlesi Wesolowska, 2003 — Sudafrica
28. Heliophanus chikangawanus Wesolowska, 1986 — Angola, Malawi
29. Heliophanus chovdensis Prószynski, 1982 — dal Kazakistan alla Mongolia
30. Heliophanus claviger Simon, 1901 — Sudafrica
31. Heliophanus congolensis Giltay, 1935 — dal Congo a São Tomé
32. Heliophanus conspicuus Wesolowska, 1986 — Algeria
33. Heliophanus creticus Giltay, 1932 — Creta
34. Heliophanus crudeni Lessert, 1925 — Tanzania
35. Heliophanus cupreus (Walckenaer, 1802)[3] — Regione paleartica (presente in Italia)
  - Heliophanus cupreus cuprescens (Simon, 1868) — Spagna
  - Heliophanus cupreus globifer (Simon, 1868) — Italia
36. Heliophanus curvidens (O. P.-Cambridge, 1872) — da Israele alla Cina
37. Heliophanus cuspidatus Xiao, 2000 — Cina
38. Heliophanus dampfi Schenkel, 1923 — Europa (presente in Italia), Russia
39. Heliophanus deamatus Peckham & Peckham, 1903 — Africa centrale e meridionale
40. Heliophanus debilis Simon, 1901 — Africa centrale, orientale e meridionale
41. Heliophanus decempunctatus (Caporiacco, 1941) — Etiopia
42. Heliophanus decoratus L. Koch, 1875 — Africa settentrionale, Israele
43. Heliophanus deformis Wesolowska, 1986 — Angola
44. Heliophanus demonstrativus Wesolowska, 1986 — Africa orientale e meridionale
45. Heliophanus deserticola Simon, 1901 — Sudafrica
46. Heliophanus difficilis Wesolowska, 1986 — Congo
47. Heliophanus dubius C. L. Koch, 1835 — Regione paleartica (presente in Italia)
48. Heliophanus dunini Rakov & Logunov, 1997 — Azerbaigian, Kazakistan
49. Heliophanus dux Wesolowska & van Harten, 1994 — Yemen
50. Heliophanus eccentricus Ledoux, 2007 — Isola Réunion
51. Heliophanus edentulus Simon, 1871 — Mediterraneo
52. Heliophanus encifer Simon, 1871 — Mediterraneo (presente in Italia)
53. Heliophanus equester L. Koch, 1867 — dall'Italia all'Azerbaigian
54. Heliophanus erythropleurus Kulczynski, 1901 — Etiopia
55. Heliophanus eucharis Simon, 1887 — Costa d'Avorio
56. Heliophanus falcatus Wesolowska, 1986 — Congo, Angola
57. Heliophanus fascinatus Wesolowska, 1986 — dal Sudan al Botswana
58. Heliophanus feltoni Logunov, 2009 — Turchia
59. Heliophanus flavipes (Hahn, 1832) — Regione paleartica (presente in Italia)
60. Heliophanus forcipifer Kulczynski, 1895 — Asia centrale
61. Heliophanus fuerteventurae Schmidt & Krause, 1996 — Isole Canarie
62. Heliophanus giltayi Lessert, 1933 — dal Kenya all'Angola
63. Heliophanus gladiator Wesolowska, 1986 — Kenya, Malawi
64. Heliophanus glaucus Bösenberg & Lenz, 1895 — Egitto, Libia
65. Heliophanus gloriosus Wesolowska, 1986 — Angola, Botswana
66. Heliophanus hamifer Simon, 1886 — Mozambico, Zimbabwe, Madagascar, Isole Seychelles
67. Heliophanus harpago Simon, 1910 — Africa centrale e occidentale
68. Heliophanus hastatus Wesolowska, 1986 — Sudafrica
69. Heliophanus heurtaultae Rollard & Wesolowska, 2002 — Guinea
70. Heliophanus horrifer Wesolowska, 1986 — Sudafrica
71. Heliophanus ibericus Wesolowska, 1986 — Spagna
72. Heliophanus imerinensis Simon, 1901 — Madagascar
73. Heliophanus imperator Wesolowska, 1986 — Kenya, Malawi
74. Heliophanus improcerus Wesolowska, 1986 — Congo
75. Heliophanus innominatus Wesolowska, 1986 — Madagascar
76. Heliophanus insperatus Wesolowska, 1986 — Angola, Zimbabwe, Sudafrica
77. Heliophanus iranus Wesolowska, 1986 — Iran
78. Heliophanus japonicus Kishida, 1910 — Giappone
79. Heliophanus kankanensis Berland & Millot, 1941 — Africa centrale e occidentale
80. Heliophanus kenyaensis Wesolowska, 1986 — Africa centrale
81. Heliophanus kilimanjaroensis Wesolowska, 1986 — Tanzania
82. Heliophanus kochii Simon, 1868 — Regione paleartica (presente in Italia)
83. Heliophanus koktas Logunov, 1992 — Kazakistan
84. Heliophanus konradthaleri Logunov, 2009 — Turchia
85. Heliophanus kovacsi Wesolowska, 2003 — Etiopia
86. Heliophanus lawrencei Wesolowska, 1986 — Congo, Angola
87. Heliophanus lesserti Wesolowska, 1986 — Africa centrale e meridionale
88. Heliophanus leucopes Wesolowska, 2003 — Etiopia
89. Heliophanus lineiventris Simon, 1868 — Regione paleartica (presente in Italia)
90. Heliophanus macentensis Berland & Millot, 1941 — dalla Costa d'Avorio al Kenya
91. Heliophanus machaerodus Simon, 1909 — Africa settentrionale
92. Heliophanus maculatus Karsch, 1878 — Nuovo Galles del Sud
93. Heliophanus malus Wesolowska, 1986 — Siria, Israele
94. Heliophanus maralal Wesolowska, 2003 — Kenya
95. Heliophanus marshalli Peckham & Peckham, 1903 — Sudafrica
96. Heliophanus mauricianus Simon, 1901 — Mauritius, Isola Réunion
97. Heliophanus megae Wesolowska, 2003 — Zimbabwe
98. Heliophanus melinus L. Koch, 1867 — Regione paleartica (presente in Italia)
99. Heliophanus menemeriformis Strand, 1907 — Tanzania
100. Heliophanus minutissimus (Caporiacco, 1941) — Etiopia
101. Heliophanus mirabilis Wesolowska, 1986 — Sudafrica
102. Heliophanus modicus Peckham & Peckham, 1903 — Sudafrica, Madagascar
103. Heliophanus montanus Wesolowska, 2006 — Namibia
104. Heliophanus mordax (O. P.-Cambridge, 1872) — dalla Grecia all'Asia centrale
105. Heliophanus mucronatus Simon, 1901 — Madagascar
106. Heliophanus nanus Wesolowska, 2003 — Sudafrica
107. Heliophanus nobilis Wesolowska, 1986 — Congo
108. Heliophanus ochrichelis Strand, 1907 — Tanzania
109. Heliophanus orchesta Simon, 1886 — Africa centrale e meridionale, Madagascar
110. Heliophanus orchestioides Lessert, 1925 — Africa orientale, Zimbabwe
111. Heliophanus papyri Wesolowska, 2003 — Etiopia
112. Heliophanus parvus Wesolowska & van Harten, 1994 — Socotra
113. Heliophanus patagiatus Thorell, 1875 — Regione paleartica (presente in Italia)
  - Heliophanus patagiatus albolineatus Kulczynski, 1901 — Russia
114. Heliophanus patellaris Simon, 1901 — Sudafrica
115. Heliophanus paulus Wesolowska, 1986 — Botswana
116. Heliophanus pauper Wesolowska, 1986 — Etiopia, Zambia, Kenya, Zimbabwe
117. Heliophanus peckhami Simon, 1902 — Sudafrica
118. Heliophanus pistaciae Wesolowska, 2003 — Zimbabwe, Sudafrica
119. Heliophanus portentosus Wesolowska, 1986 — Sudafrica
120. Heliophanus potanini Schenkel, 1963 — Afghanistan, Asia centrale, Mongolia, Cina
121. Heliophanus pratti Peckham & Peckham, 1903 — Namibia, Sudafrica
122. Heliophanus proszynskii Wesolowska, 2003 — Sudafrica
123. Heliophanus pygmaeus Wesolowska & Russell-Smith, 2000 — Senegal, Tanzania, Zimbabwe
124. Heliophanus ramosus Wesolowska, 1986 — Algeria, Spagna
125. Heliophanus redimitus Simon, 1910 — Sudafrica
126. Heliophanus robustus Berland & Millot, 1941 — Costa d'Avorio, Congo
127. Heliophanus rufithorax Simon, 1868 — dall'Europa meridionale all'Asia centrale (presente in Italia)
128. Heliophanus rutrosus Wesolowska, 2003 — Etiopia
129. Heliophanus saudis Prószynski, 1989 — Arabia Saudita, Yemen
130. Heliophanus semirasus Lawrence, 1928 — Namibia
131. Heliophanus similior Ledoux, 2007 — Isola Réunion
132. Heliophanus simplex Simon, 1868 — Regione paleartica
133. Heliophanus sororius Wesolowska, 2003 — Sudafrica
134. Heliophanus splendidus Wesolowska, 2003 — Congo
135. Heliophanus stylifer Simon, 1878 — Marocco, Algeria
136. Heliophanus termitophagus Wesolowska & Haddad, 2002 — Sudafrica
137. Heliophanus thaleri Wesolowska, 2009 — Sudafrica
138. Heliophanus transvaalicus Simon, 1901 — Sudafrica
139. Heliophanus trepidus Simon, 1910 — Africa meridionale
140. Heliophanus tribulosus Simon, 1868 — dall'Europa al Kazakistan (presente in Italia)
141. Heliophanus tristis Wesolowska, 2003 — Etiopia
142. Heliophanus turanicus Charitonov, 1969 — Asia centrale
143. Heliophanus undecimmaculatus Caporiacco, 1941 — Africa orientale
144. Heliophanus ussuricus Kulczynski, 1895 — Russia, Mongolia, Cina, Corea, Giappone
145. Heliophanus uvirensis Wesolowska, 1986 — Congo
146. Heliophanus validus Wesolowska, 1986 — Kenya
147. Heliophanus variabilis (Vinson, 1863) — Isola Réunion
148. Heliophanus verus Wesolowska, 1986 — Iran, Azerbaigian
149. Heliophanus villosus Wesolowska, 1986 — Sudafrica
150. Heliophanus wesolowskae Rakov & Logunov, 1997 — Asia centrale
151. Heliophanus wulingensis Peng & Xie, 1996 — Cina
152. Heliophanus xanthopes Wesolowska, 2003 — Etiopia
153. Heliophanus xerxesi Logunov, 2009 — Iran

### Specie fossili
- Heliophanus extinctus Berland, 1939 †; fossile, Paleogene[4]

### Specie trasferite

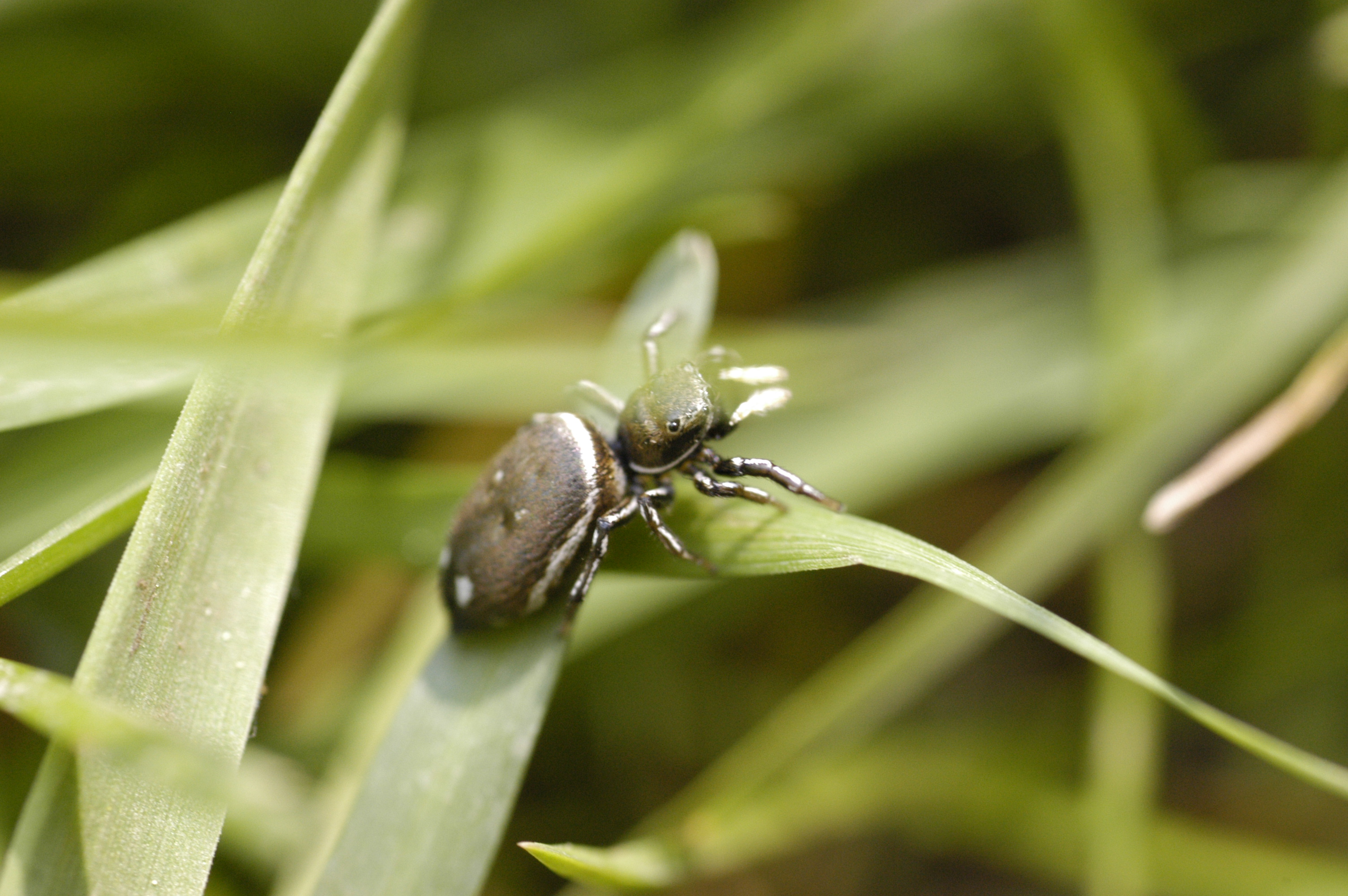
Heliophanus aeneus

La variabilità di alcuni caratteri e il gran numero di esemplari reperiti fa sì che vi siano ben 11 specie trasferite ad altro genere:
- Heliophanus clarus Peckham & Peckham, 1903; trasferita al genere Phintella
- Heliophanus geminus Song & Chai, 1992; trasferita al genere Chinattus
- Heliophanus ghesquieri Giltay, 1935; trasferita al genere Pseudicius
- Heliophanus indicus Simon, 1901; trasferita al genere Phintella
- Heliophanus janetscheki Denis, 1957; trasferita al genere Chalcoscirtus
- Heliophanus lucipeta Simon, 1890; trasferita al genere Heliophanillus
- Heliophanus marshi Peckham & Peckham, 1903; trasferita al genere Pseudicius
- Heliophanus nigritus Thorell, 1875; trasferita al genere Chalcoscirtus
- Heliophanus rehobothicus Strand, 1915; trasferita al genere Chalcoscirtus
- Heliophanus suedicola Simon, 1901; trasferita al genere Heliophanillus
- Heliophanus undulatus Song & Chai, 1992; trasferita al genere Chinattus

### Nomina dubia

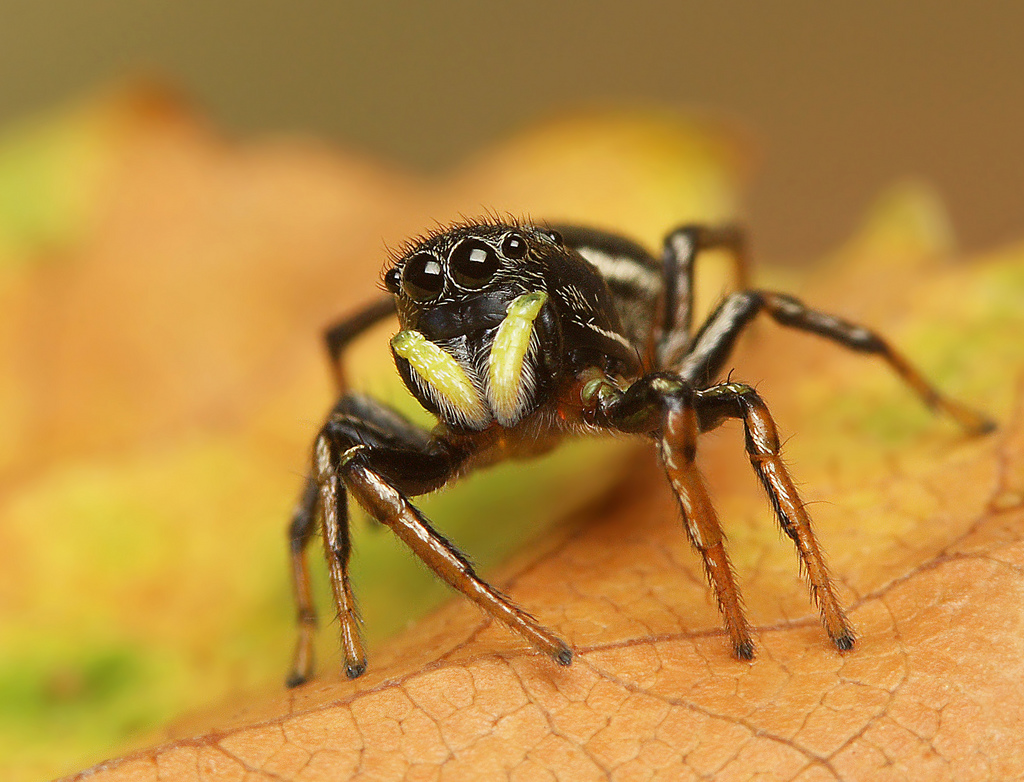
Heliophanus sp.

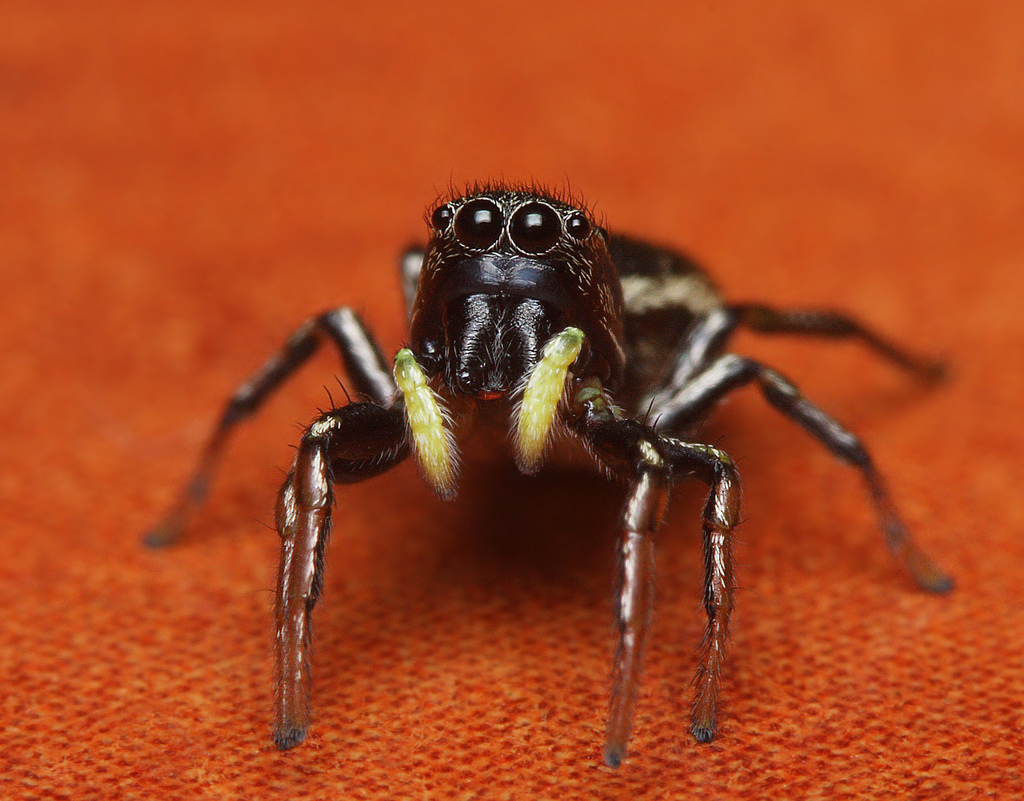
Heliophanus sp.

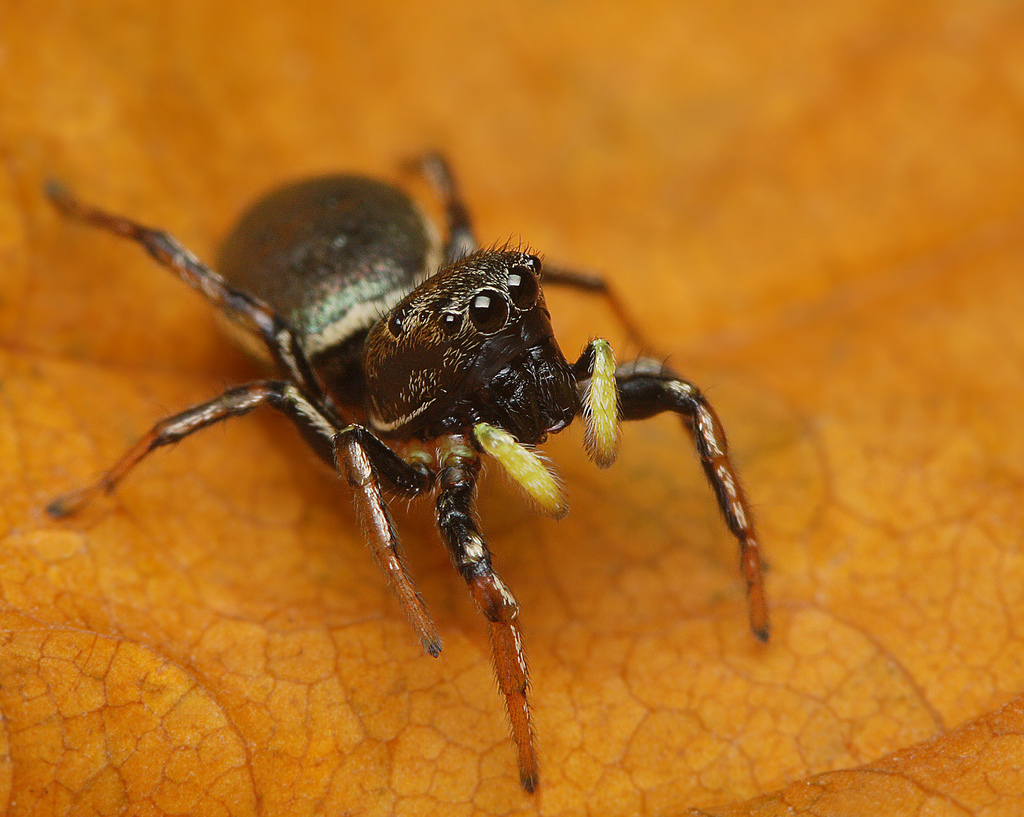
Heliophanus sp.

Ben 20 specie ascritte in un primo momento a questo genere, a seguito di studi più approfonditi, si sono rivelate nomina dubia:
- Heliophanus anomalus Caporiacco, 1947; gli esemplari giovanili reperiti da Caporiacco nell'Africa orientale, a seguito di uno studio dell'aracnologa Wesolowska del 1986, sono da considerarsi nomina dubia[1].
- Heliophanus didieri Simon, 1904; gli esemplari maschili reperiti da Simon in Etiopia, a seguito di uno studio dell'aracnologa Wesolowska del 1986, sono da considerarsi nomina dubia[1].
- Heliophanus dilutus Denis, 1937; gli esemplari femminili rinvenuti da Denis in Algeria, a seguito di uno studio dell'aracnologa Wesolowska del 1986, sono da considerarsi nomina dubia[1].
- Heliophanus dubourgi Simon, 1904; gli esemplari maschili reperiti da Simon in Etiopia, a seguito di uno studio dell'aracnologa Wesolowska del 1986, sono da considerarsi nomina dubia[1].
- Heliophanus flavimaxillis Bösenberg & Strand, 1906; gli esemplari giovanili reperiti da Bösenberg & Strand in Giappone, a seguito di uno studio dell'aracnologa Wesolowska del 1986, sono da considerarsi nomina dubia[1].
- Heliophanus furcillatus Simon, 1868; gli esemplari maschili e femminili rinvenuti da Simon a Corfù, in Sicilia, a seguito di uno studio dell'aracnologa Wesolowska del 1986, sono da considerarsi nomina dubia[1].
- Heliophanus kashmiricus Caporiacco, 1935; gli esemplari giovanili reperiti da Caporiacco in Kashmir, a seguito di uno studio dell'aracnologa Wesolowska del 1986, sono da considerarsi nomina dubia[1].
- Heliophanus minutissimus Simon, 1871; gli esemplari femminili rinvenuti da Simon in Ucraina, a seguito di vari studi: dell'aracnologa Wesolowska del 1986, di Mikhailov del 1996 e di Rakov & Logunov del 1997, sono da considerarsi nomina dubia[1].
- Heliophanus moestus (Lucas, 1846); gli esemplari femminili, reperiti in Algeria e originariamente descritti nel genere Salticus, a seguito di uno studio dell'aracnologa Wesolowska del 1986, sono da considerarsi nomina dubia[1].
- Heliophanus muscorum (Walckenaer, 1802); l'esemplare, descritto originariamente nell'ex-genere Attus, a seguito di uno studio dell'aracnologa Wesolowska del 1986, è da considerarsi nomen dubium[1].
- Heliophanus nitidus (Lucas, 1849); gli esemplari femminili, rinvenuti in Algeria e originariamente descritti nel genere Salticus, a seguito di uno studio dell'aracnologa Wesolowska del 1986, sono da considerarsi nomina dubia[1].
- Heliophanus niveiventris Simon, 1889; gli esemplari femminili rinvenuti da Simon in Turkmenistan, a seguito di vari studi: dell'aracnologa Wesolowska del 1986, di Mikhailov del 1996 e di Rakov & Logunov del 1997, sono da considerarsi nomina dubia[1].
- Heliophanus nossibeensis Strand, 1907; gli esemplari maschili e femminili reperiti da Strand in Madagascar, a seguito di uno studio dell'aracnologa Wesolowska del 1986, sono da considerarsi nomina dubia[1].
- Heliophanus recurvus Simon, 1868; gli esemplari maschili reperiti da Simon in Svizzera e Sardegna, a seguito di uno studio dell'aracnologa Wesolowska del 1986, sono da considerarsi nomina dubia[1].
- Heliophanus riedeli Schmidt, 1971; l'esemplare femminile reperito da Schmidt in Camerun, a seguito di uno studio dell'aracnologa Wesolowska del 1986, è da considerarsi nomen dubium[1].
- Heliophanus ritteri (Scopoli, 1763); l'esemplare, descritto originariamente come Aranea' a seguito di uno studio dell'aracnologo Harm del 1971, è da considerarsi nomen dubium[1].
- Heliophanus soudanicus Berland & Millot, 1941; gli esemplari maschili rinvenuti da Berland & Millot in Sudan, a seguito di uno studio dell'aracnologa Wesolowska del 1986, sono da considerarsi nomina dubia[1].
- Heliophanus tessalensis Strand, 1906; gli esemplari femminili reperiti da Strand in Etiopia, a seguito di uno studio dell'aracnologa Wesolowska del 1986, sono da considerarsi nomina dubia[1].
- Heliophanus uncinatus Simon, 1868; gli esemplari maschili e femminili rinvenuti da Simon in Svizzera e Grecia, a seguito di uno studio dell'aracnologa Wesolowska del 1986, sono da considerarsi nomina dubia[1].
- Heliophanus vittatus Denis, 1958; gli esemplari femminili reperiti da Denis in Afghanistan, a seguito di uno studio dell'aracnologa Wesolowska del 1986, sono da considerarsi nomina dubia[1].

### Nomen nudum
- Heliophanus okinawaensis Kishida; a seguito di una ricerca degli aracnologi Yaginuma e Brignoli è da ritenersi un nomen nudum[1].